# Hôtel Le Ferron
hotel Le Ferron es un mansión privada ubicado en el 20 de rue des Quatre-Fils y el 9 de rue Sourdis, en el III Distrito de París, Francia.

## Historia

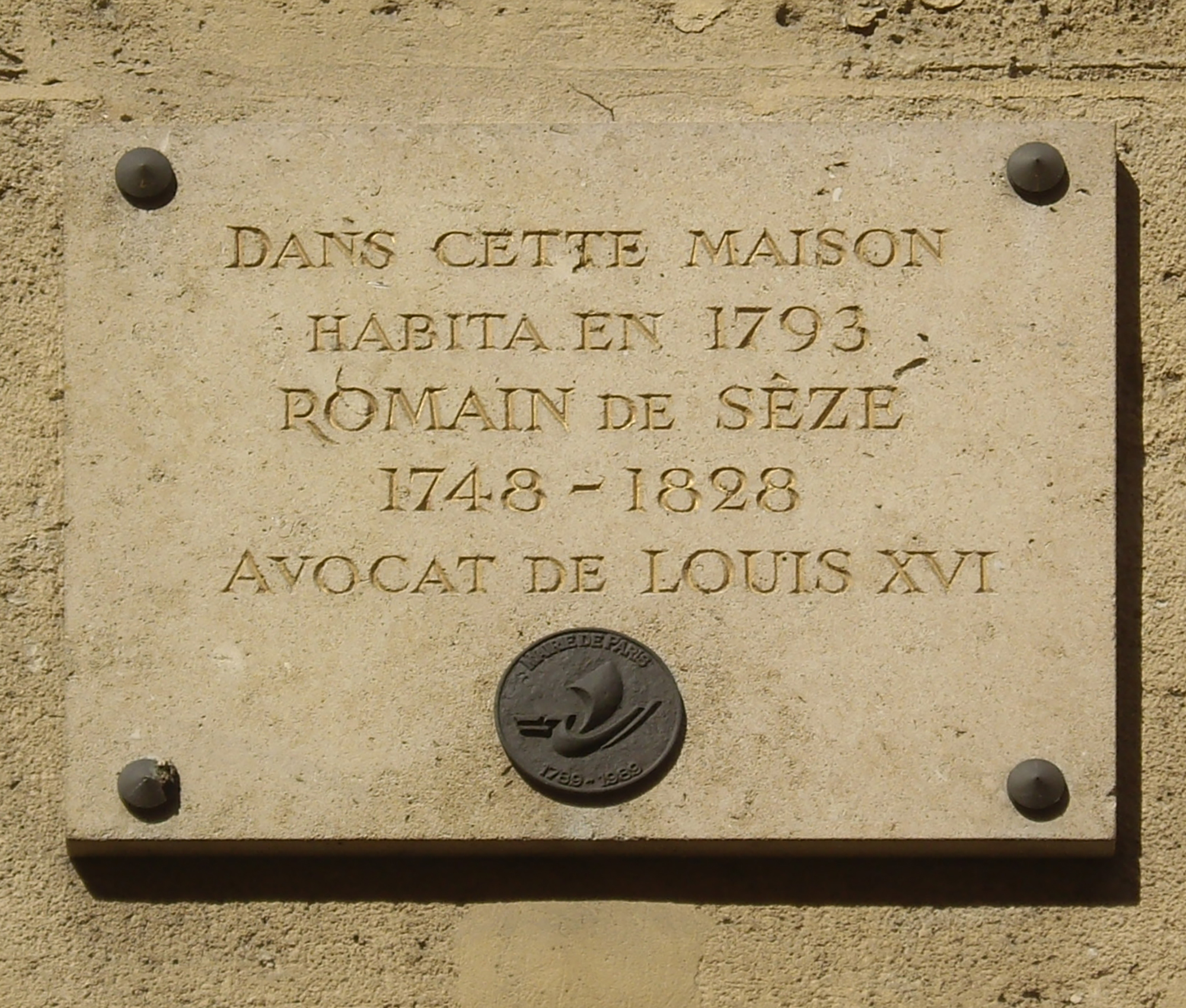
Placa conmemorativa.

Fue comprado en 1719 por Nicolas Le Féron y reconstruido en 1732-1734 por René Berger, síndico general y pagador de rentas de la ciudad de París, vendido en 1775 a un antiguo notario Garnier-Deschenes luego adquirido por Romain de Sèze, un abogados de Luis XVI, Par de Francia bajo la Restauración que murió allí en 1828.
Está catalogado como monumento histórico desde el 15 de décembre de 1961.